# Neotheronia costata
Neotheronia costata là một loài tò vò trong họ Ichneumonidae.